# A Lengyel Hadsereg Múzeuma

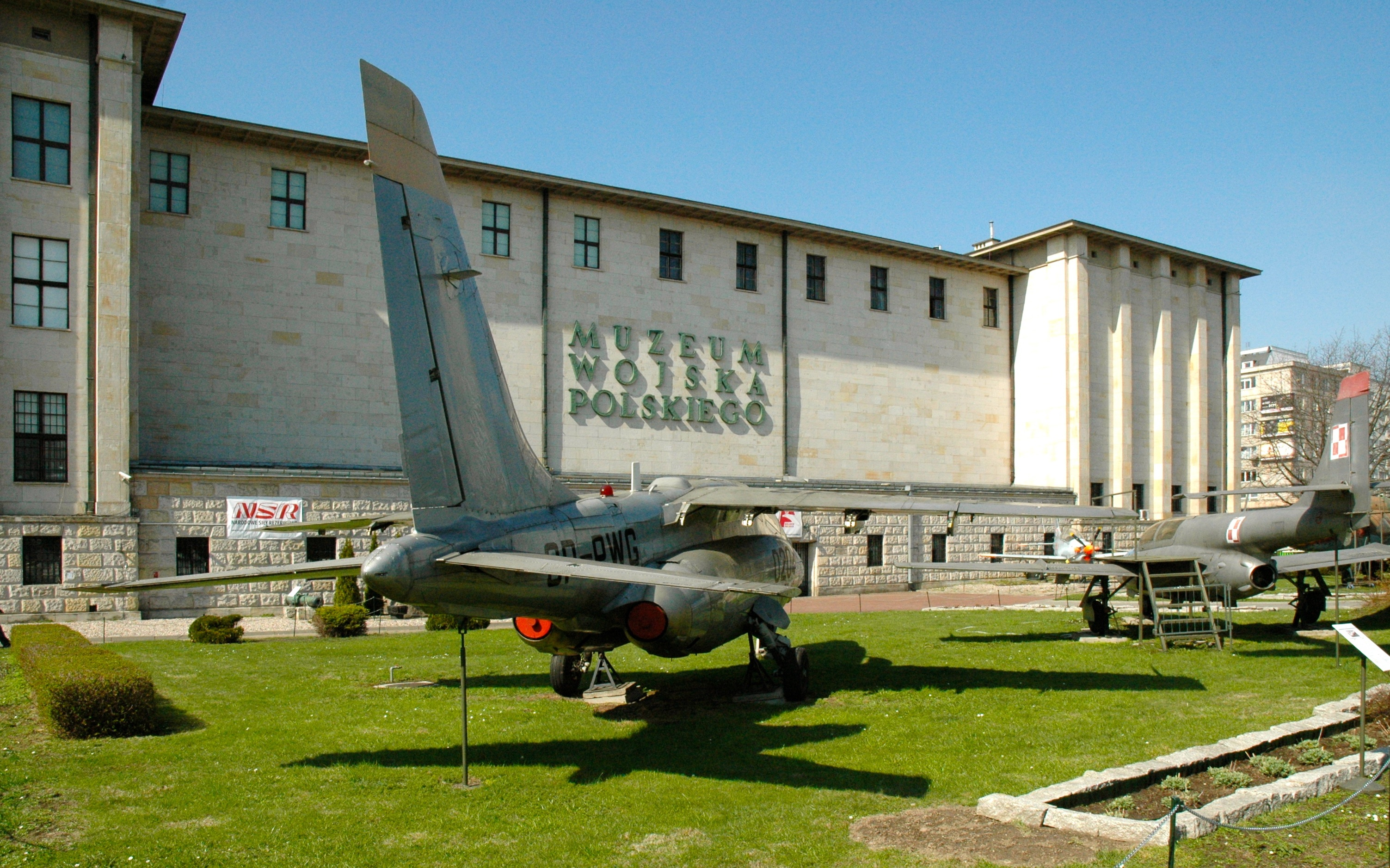
A múzeum régi helyszíne 2023-ig a Lengyel Nemzeti Múzeum nyugati szárnyában volt. Az előtérben egy I–22 Iryda (balra) és egy PZL TS–11 Iskra gyakorló repülőgép (jobbra) látható

A Lengyel Hadsereg Múzeuma (lengyelül: Muzeum Wojska Polskiego) Lengyelország fővárosában, Varsóban található hadtörténeti múzeum, mely az ország hadtörténetének közel ezer évét mutatja be. A múzeum központja 2023 augusztusától a varsói citadellában található. A múzeum alárendeltségében működik a czerniakówi 9-es számú erődben található Lengyel Haditechnikai Múzeum, a Katyńi Emlékmúzeum, valamint a Páncélozott Járművek Múzeuma Poznańban.

## Története
A múzeumot a Hadsereg Múzeuma néven (Muzeum Wojska ) 1920. április 22-én alapították Józef Piłsudski marsall, lengyel hadsereg főparancsnokának rendelete alapján. Első igazgatójává Bronisław Gembarzewski hadtörténész-muzeológust nevezték ki, aki 1916 és 1936 között a varsói Nemzeti Múzeum igazgatója is volt. A kezdetben a varsói óváros mellett található Podwale utca 15. szám alatti épületben elhelyezett múzeumot 1922-ben nyitotta meg Józef Haller tábornok.
1933-ban Varsó város vezetése és a Hadügyminisztérium megállapodása alapján a múzeum a város tulajdonában lévő, a mai Jerozolimskie sugárúton található Lengyel Nemzeti Múzeum keleti szárnyába költözött. A megállapodás alapján a Hadügyminisztérium egymillió  złoty kölcsönt adott a városnak a nemzeti múzeum épülete nyugati szárnyának a befejezésére, cserébe a hadimúzeum 50 éves használati jogot kapott a keleti szárnyban. A múzeum akkori gyűjteményének egy része napóleoni háborúkban harcolt Wincenty Krasiński tábornok 19. század első felétől származó lengyel katonai emléktárgyaiból állt. Az 1939-es évben több mint 60 000 kiállítási tárgy volt látható a múzeumban. A német megszállás alatt a kiállítási tárgyakat Németországba vitték. A második világháború alatt a múzeum termeinek nagy részét a Waffen-SS raktárként használta.
1944-ben a múzeum elnevezése a Lengyel Hadsereg Múzeuma lett, majd a háború után 1946 januárjában nyitották meg újra a látogatók előtt. A németek által elszállított kiállítási tárgyak közül mintegy 40 ezer darabot sikerült visszaszerezni. 1977-ben építészeti tervpályázatot írtak ki a varsói citadella múzeumi komplexummá történő átalakítására, ahová a Lengyel Hadsereg Múzeumát is áthelyezték volna. Az akkori pályázat nyertesei Marek Budzyński és Andrzej Kiciński voltak. A múzeumi központ terve azonban akkor nem valósult meg.
A múzeum szűkös udvara csak korlátozott számú haditechnikai eszköz kiállítására volt alkalmas. A múzeum haditechnikai eszközeinek többségét 1989-től a varsói erődrendszer 9. erődjének, a  Czerniaków-erődnek a nyugati részében tárolták, amely nem volt látogatható. Ezt a gyűjteményt az 1990-es évek végén látogathatóvá tették, és a Lengyel Hadsereg Múzeuma fiókmúzeumaként, Lengyel Haditechnikai Múzeum néven megnyitották a látogatók előtt. Ugyancsak ott, a Czerniaków-erődben nyílt meg 1993-ban a múzeum másik fiókintézménye, a Katyńi Múzeum, amely 2009-ig működött ott.
2015 márciusában került a Lengyel Hadsereg Múzeumának alárendeltségébe a poznańi páncélos gyűjtemény. Ezt  még 1963-ban hozták létre a poznańi páncélos tiszti főiskola  gyűjteményeként, főként az oktatási célra szolgáló eszközökből. Kezdetben a gyűjtemény a páncélis iskola laktanyájának területén működött. Miután 2015-ben a gyűjtemény a Lengyel Hadsereg Múzeumához került, 2017-ben elkezdődött a múzeum átköltöztetése a poznańi repülőtér egyik használaton kívüli hangárjába. Az új helyen 2019. október 4-én nyílt meg a Páncélos Múzeum.